# Французский конституционный референдум в Того и Дагомее (1945)
Французский конституционный референдум в Того и Дагомее проходил 21 октября 1945 года как часть общефранцузского референдума вскоре после окончания Второй мировой войны по поводу ратификации конституции Временного правительства Французской республики. 
Референдум включал два вопроса. Основной вопрос заключался в отмене Конституции 1875 года и передаче власти новоизбранному парламенту. Второй вопрос ставился для ограничения власти этого временного парламента в 7 месяцев, в течение которых должна была быть принята новая Конституция. Так же как и в метрополии оба предложения были одобрены в обеих территориях. Явка составила 83,5%.

## Результаты

### Предложение I
Согласны ли Вы с тем, что вновь избранное Собрание будет работать как Конституционное собрание?
| Выбор                               | Голоса | %    |
| ----------------------------------- | ------ | ---- |
| За                                  | 1 006  | 97,4 |
| Против                              | 27     | 2,6  |
| Недействительных/пустых бюллетеней  | 35     | –    |
| Всего                               | 1 068  | 100  |
| Зарегистрированных избирателей/Явка | 1 279  | 83,5 |
| Источник: Sternberger et al.        |        |      |

### Предложение II
Согласны ли вы с тем, что до вступления в силу новой Конституции общественные дела будут организованы в соответствии с предложенным законопроектом, который вы найдёте в конце бюллетеня для голосования?
| Choice                              | Votes | %    |
| ----------------------------------- | ----- | ---- |
| За                                  | 945   | 91,9 |
| Против                              | 83    | 8,1  |
| Недействительных/пустых бюллетеней  | 40    | –    |
| Всего                               | 1 068 | 100  |
| Зарегистрированных избирателей/Явка | 1 279 | 83,5 |
| Источник: Sternberger et al.        |       |      |